# سیرکس میرکس
سیرکس میرکس (به انگلیسی: Circus Mircus) گروه موسیقی گرجستانی است.
آن‌ها نماینده گرجستان در یوروویژن ۲۰۲۲ بودند.